# Stazione di Soverato
La stazione di Soverato è una stazione ferroviaria posta sulla ferrovia Jonica. È situata nel centro di Soverato.

## Storia
La stazione fu costruita tra il 1866 e il 1875, anno di inaugurazione della ferrovia Jonica.
Fin dall'apertura, la stazione ha avuto una certa importanza sia in termini di viaggiatori, che come merci, grazie anche al fatto delle numerose aziende presenti nella zona.

## Movimento

### Trasporto nazionale
La stazione è servita da treni InterCity che collegano lo scalo con Reggio Calabria, Taranto, Bari e Lecce.
I treni InterCity vengono effettuati con elettrotreni HTR.412.

### Trasporto regionale
La stazione è servita da treni regionali che collegano Soverato con: 
- Catanzaro Lido
- Reggio Calabria Centrale
- Lamezia Terme Centrale (via Catanzaro Lido)
- Locri

I treni del trasporto regionale vengono effettuati con ALn 663, ALn 668 in singolo e doppio elemento, dal 2015 in graduale dismissione in favore dei treni ATR.220 Swing e, dal 2023, dei nuovi ibridi Hitachi Blues.

## Servizi
La stazione di Soverato dispone di:
- Sottopassaggio
- Bar
- Edicola
- Servizi igienici
- Fermata autolinee urbane e interurbane
- Stazione taxi
- Parcheggio di scambio
- Sala di attesa
- Annuncio sonoro arrivo e partenza treni
- Polizia ferroviaria